# 盧旺達標準軌鐵路
盧旺達標準軌鐵路（英語：Rwanda Standard Gauge Railway）是一條計畫中的鐵路，其路線將盧旺達和鄰國坦桑尼亞與烏干達連接在一起。該鐵路還計畫在未來銜接盧旺達的另兩個鄰國：布隆迪與剛果民主共和國。透過烏干達，該鐵路能更便利地連接肯尼亞的海港城蒙巴薩，蒙巴薩為當前盧旺達貨運最頻繁使用的海港。由於盧旺達境內不曾有過鐵道工程，因此興建鐵路對該國來說將是從頭摸索的巨大考驗。

## 路線
本系統由以下路線組成：

### 魯蘇莫－基加利路段
該150公里長的路段為伊薩卡－基加利標準軌鐵路的一部分，後者為盧旺達與坦桑尼亞兩國政府的合作項目。魯蘇莫－基加利路段計畫於2018年10月開工，預算為8.47億美元。

### 基加利－魯巴武路段
待魯蘇莫－基加利路段完工後，盧旺達和剛果民主共和國（民主剛果）兩國的政府將共議將鐵路延伸至民主剛果境內的計畫。該路段起點於盧旺達的基加利，終點於民主剛果的魯巴武，預計全長約為150公里。2019年6月，民主剛果政府表示有意願展開將路線進一步由魯巴武延伸至戈馬的可行性研究。

### 基加利－布格塞拉機場－年巴路段
本路段長約60公里，起始於基加利市內的馬薩卡，行經布格塞拉國際機場，並終於和布隆迪相鄰的邊境城鎮年巴。截至2018年9月，該路段的承包商尚未定案。盧旺達政府已針對基加利至布格塞拉機場的路段編列8500萬美元的預算。

### 卡基坦巴－基加利路段
待烏干達標準軌鐵路完工後，該鐵路將於邊界相鄰的兩座城鎮——烏干達境內的米拉馬之丘和盧旺達境內的卡基坦巴——和盧旺達標準軌鐵路相接。進入盧旺達境內後，該路線將途經尼亞加塔雷、加特西博、吉昆比、盧瓦馬加納和卡薩博，貨運和客運的終點則分別位於馬薩卡和恩代拉。本路線長度約為170公里。

## 概要
建造這條軌距為1435毫米的標準軌鐵路的目的在於提高達累斯薩拉姆與蒙巴薩兩座海港與基加利之間貨物運輸的便利性，未來還將連通布隆迪的布瓊布拉和剛果民主共和國的戈馬。為確保鄰國的鐵道車輛能行駛於本系統，本系統將採電氣化設計，這使得客運列車的速限將提高至每小時160公里，貨運列車則提高至每小時120公里。2018年10月，東非報紙《東非人》的一篇報導指出，土建工程計畫於2018年12月展開。

## 外部連結
- East African leaders push for quick deal on SGR （页面存档备份，存于），2018-06-26.